# Pont de Limira
El pont de Limira (en turc Kırkgöz Kemeri, «Pont dels Quaranta Arcs») és un pont romà situat a Lícia, a l'antiga ciutat de Limira, al sud-oest de la moderna Turquia. És un dels ponts d'arc més antics del món, que travessa la riera Alakır Çayı amb una longitud de 360 m i 26 arcs escarsers amb una proporció de 5,3 a 1 que li proporcionen un perfil excepcionalment pla, insuperable com a assoliment arquitectònic fins al final de l'edat mitjana. Avui, l'estructura està enterrada en gran manera pels sediments del riu i envoltada d'hivernacles. Malgrat les seves característiques úniques el pont resta relativament desconegut, i només en la dècada de 1970 es van fer investigacions sobre el terreny per part d'estudiosos de la filial d'Istanbul de l'Institut Arqueològic Alemany.

## Investigació sobre el terreny

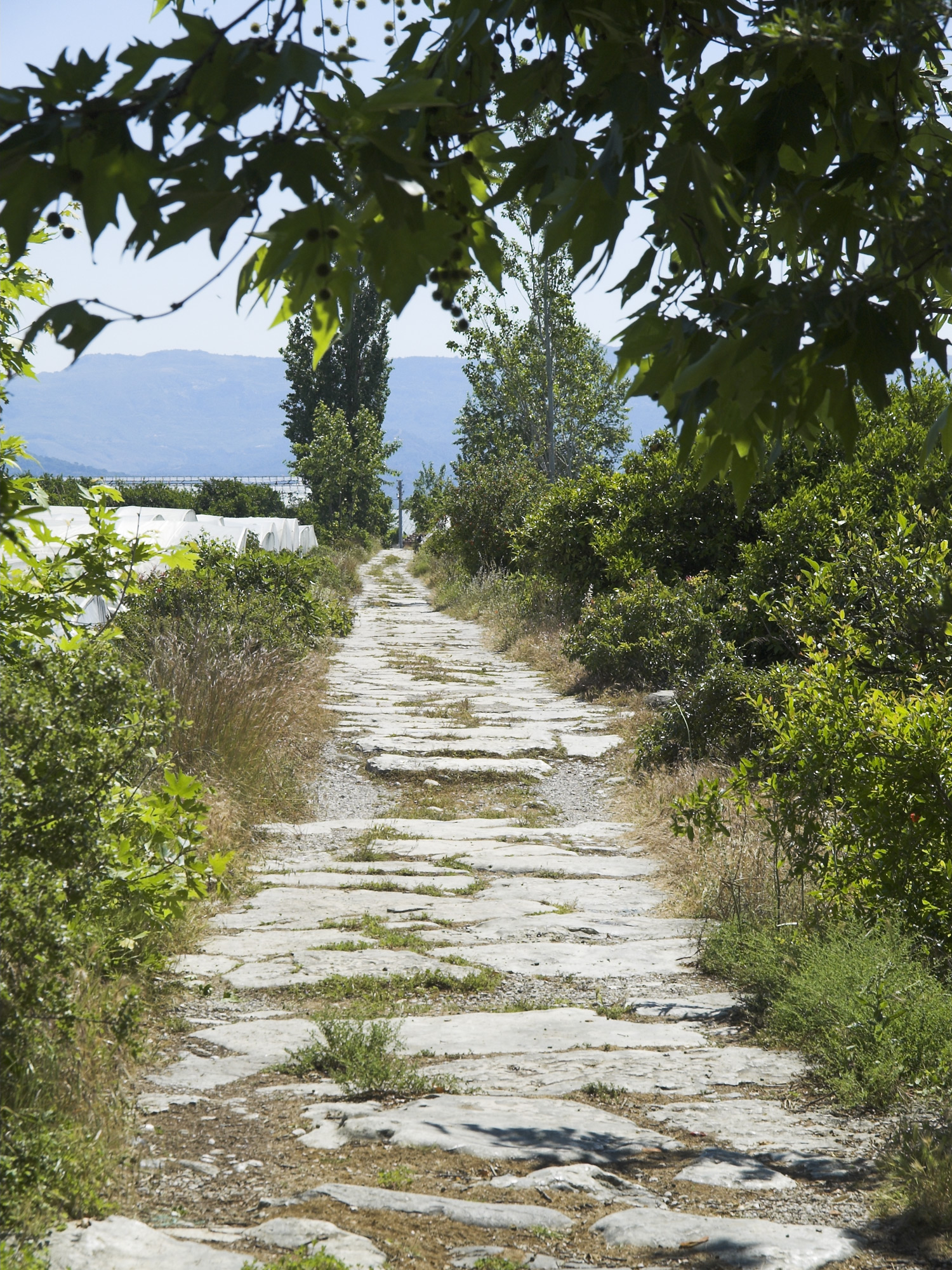
Paviment antic. Vista cap a l'est, al llarg dels hivernacles

Les primeres descripcions del pont apareixen en els relats de viatgers europeus del segle xix. L'arqueòleg britànic Charles Fellows va ser el primer en explorar la regió de Lycia i va visitar el pont el maig de 1840. T.A.B. Spratt i Edward Forbes, que van visitar el lloc dos anys després van escriure que tenia vint-i-cinc arcs. El 1882 una expedició austríaca, en la qual es trobava Otto Benndorf, va interpretar la estructura com a part d'un antic camí que connectava Limira amb la ciutat d'Adalia (Antalya moderna) per l'est. Aquesta missió no va fer cap pla o esborrany del lloc. El primer examen científic va ser realitzat pels arqueòlegs alemanys Wolfgang W. Wurster i Joachim Ganzert dos dies consecutius el setembre de 1973, i completat amb noves visites en anys posteriors. Les seves troballes es van publicar el 1978 a la revista Archäologischer Anzeiger de l'Institut Arqueològic Alemany, amb la intenció de donar a conèixer l'estat en perill pels cultius intensius i hivernacles als voltants del fins llavors pont gairebé intacte: «Recentment, es van crear cultius de cítrics en aquesta terra fèrtil; ara s'estan construint hivernacles per a hortalisses a l'est del pont. El pont es troba molt amenaçat pel començament del cultiu intensiu a la rodalia. Els locals desgasten la superfície del pont, encara intacte, en busca de pedres; Les excavadores empleades per construir canals de reg malmeten la estructura i aixafen el paviment de pedra amb les seves erugues». El 1993, l'enginyer civil Colin O'Connor va resumir el seu informe en la seva monografia en anglès sobre ponts romans, i també va destacar el caràcter excepcional d'aquest pont.

## Situació topogràfica i viaria

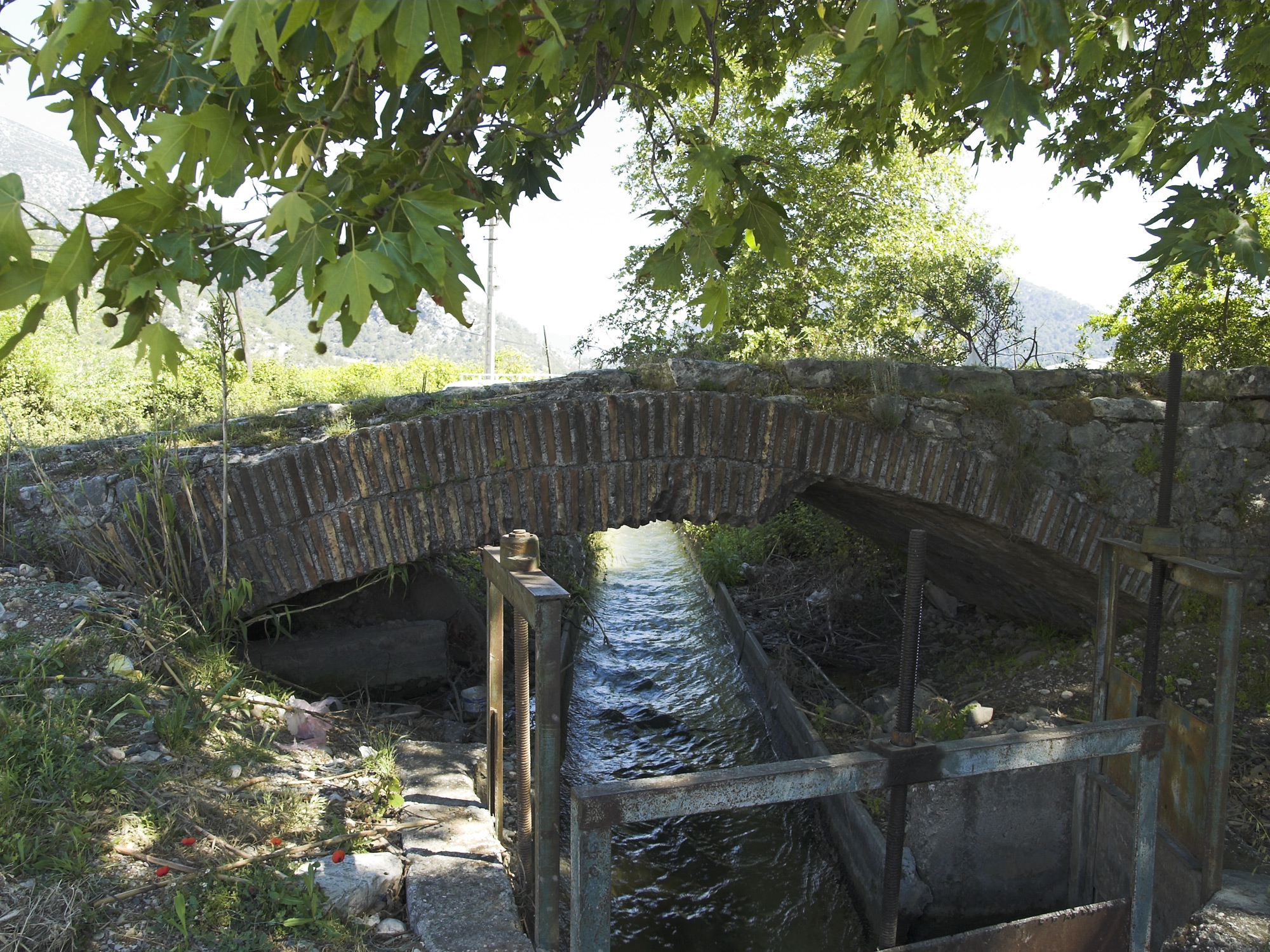
L'Alakır Çayı fluint sota el primer arc escarser

El pont travessa la riera Alakır Çayı, el nom antic de la qual es desconeix, a 3,2 km a l'est de les ruïnes de Lymira (distància des del teatre de la ciutat) i 3,8 km al nord de la costa d'avui, a prop de la carretera moderna de Turunçova a Kumluca. La topografia local es caracteritza pels vessants del massís muntanyós Toçak Dağı, que flueixen cap a la plana al·luvial de la badia de Finike. En aquesta zona de transició es va construir el pont, en el punt on l'estreta vall del riu s'obre cap a l'àmplia plana de la riera i on l'encreuament del riu durant l'època de la pluja seria impossible per les inundacions. Mentre l'extrem oriental del pont s'anivella amb la plana de grava, l'extrem occidental es recolza directament a la cara escarpada de la roca, probablement per a la protecció de les inundacions. El 1978 l'Alakır Çayı discorria només sota tres arcs del pont romà; en temps més propers, va ser construïda aigües amunt una represa moderna, Alakır Barajı, per al reg i la protecció contra inundacions.
A diferència d'altres províncies romanes, l'antiga xarxa de carreteres de Lícia no estava molt desenvolupada. Mentre el trànsit nord-sud discorria principalment a través de les poques valls fluvials, les rutes de l'oest, a diferència d'avui, es donava principalment al llarg de les serralades. El camí que passava per Limira des de la veïna regió de Pamfília fins a Attaleia, travessant per damunt l'Alakır Çayı, potser va tenir una importància especial, ja que les dues regions a final del segle iv es van constituir una sola província, Lícia i Pamfília. En comparació amb les principals artèries de l'Imperi Romà, les connexions viàries de Lícia, amb de 3 a 4 m d'amplada, eren més aviat modestes i limitades al tràfic de vianants i transit d'animals. També s'adhereix el fet que al paviment de la carretera del pont no s'han trobat rastres de rodes, ni s'han pogut detectar restes de baranes o parapets a l'estructura.

## Construcció

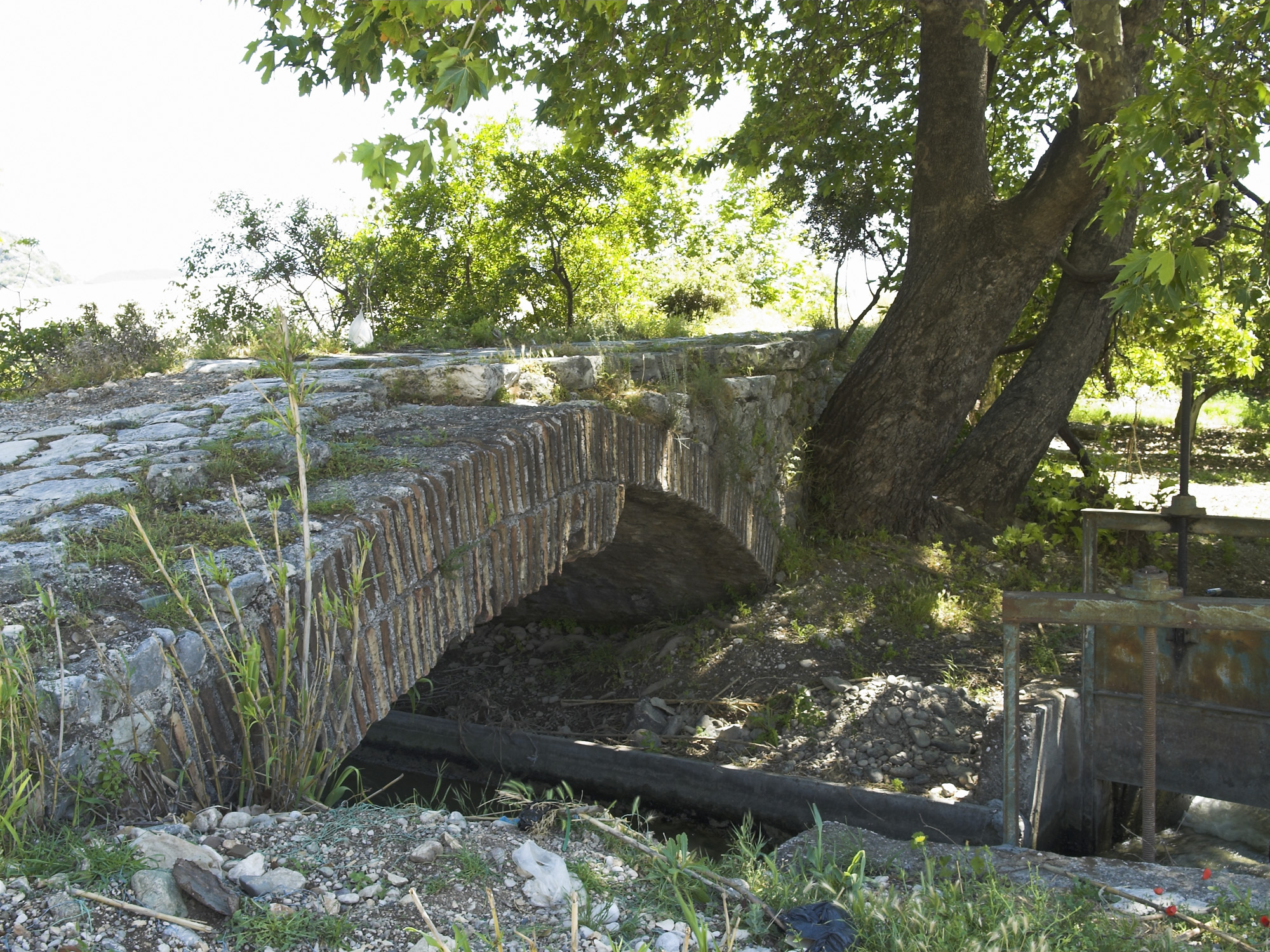
Primer arc des del sud

Amb una longitud de 360 m, és la major construcció d'enginyeria de l'antiguitat conservada a Lícia. El pont es recolza sobre 26 arcs escarsers uniformes amb una doble filera de maons col·locats radialment. A l'extrem oriental l'arc original va ser substituït per dos arcs semicirculars més petits fets amb una sola filera de maons. Els rastres de l'arc original encara són visibles en els pilars.
Quan va ser estudiat per Wurster i Ganzert, el pont sencer es trobava enterrat fins a la línia de naixement de les voltes pels sediments del riu. Wurster i Ganzert no van fer res per desenterrar-lo. Només dos dels 28 arcs eren prou visibles com per poder mesurar directament la llum i el gruix dels pilars. No obstant això, va ser possible calcular les dimensions dels altres segments a partir de les seves seccions exposades.

### Arcs escarsers i pilars
Mides dels arcs

Dimensions d'un dels arcs escarsers del pont més comuns

Les llums dels arcs escarsers, és a dir, les distàncies entre els centres dels pilars, oscil·len entre els 11,60 m i els 14,97 m (arcs 2 i 26 respectivament), començant a comptar des de l'oest (la dreta en sentit orogràfic). Es distingeixen quatre grups de mida similar, amb els següents valors mitjans:
- 11,60-12,30 m, per a quatre arcs, els 2, 3, 7 i 21
- 12,75 m, 14 arcs: 5, 9-15, 17-19, 22-24
- 13,10 m, 4 arcs: 1, 4, 6, 8
- 13.60 m, 3 arcs: 16, 20, 25

No se sap per què les distàncies entre els eixos dels pilars del pont difereixen entre si; de fet, no es pot explicar com una adaptació a les condicions del llit del riu. Les diferències, tanmateix, poden indicar l'ús continu de cintres de diferent mida en la construcció de les voltes del canó.
Wurster i Ganzert només van poder determinar l'amplada dels pilars en un sol cas, entre els arcs 26 i 27: 2,10 m. Restant aquest valor a un arc normal d'amplada de 12,75 m, dona una llum de 10,65 m. Atès que tots els arcs escarsers tenen una alçada aproximada d'uns 2 m, la relació entre la llum i l'alçada del pont de Limira té una excepcional proporció de 5,3 a 1. Aquest tipus d'arcs aplanats eren molt poc freqüents en la construcció dels ponts de pedra de l'època i no es van utilitzar fins a la reaparició de l'arc escarser en ponts d'Itàlia al segle xiv. L'arc més gran del pont de Limira téuna proporció encara més gran, amb una amplada de 6,4 vegades la seva alçada. Els dos arcs posteriors, amb una proporció de 2,7: 1, són en canvi arcs semicirculars bastant normals dins els paràmetres.
Alçada i nivell del pont

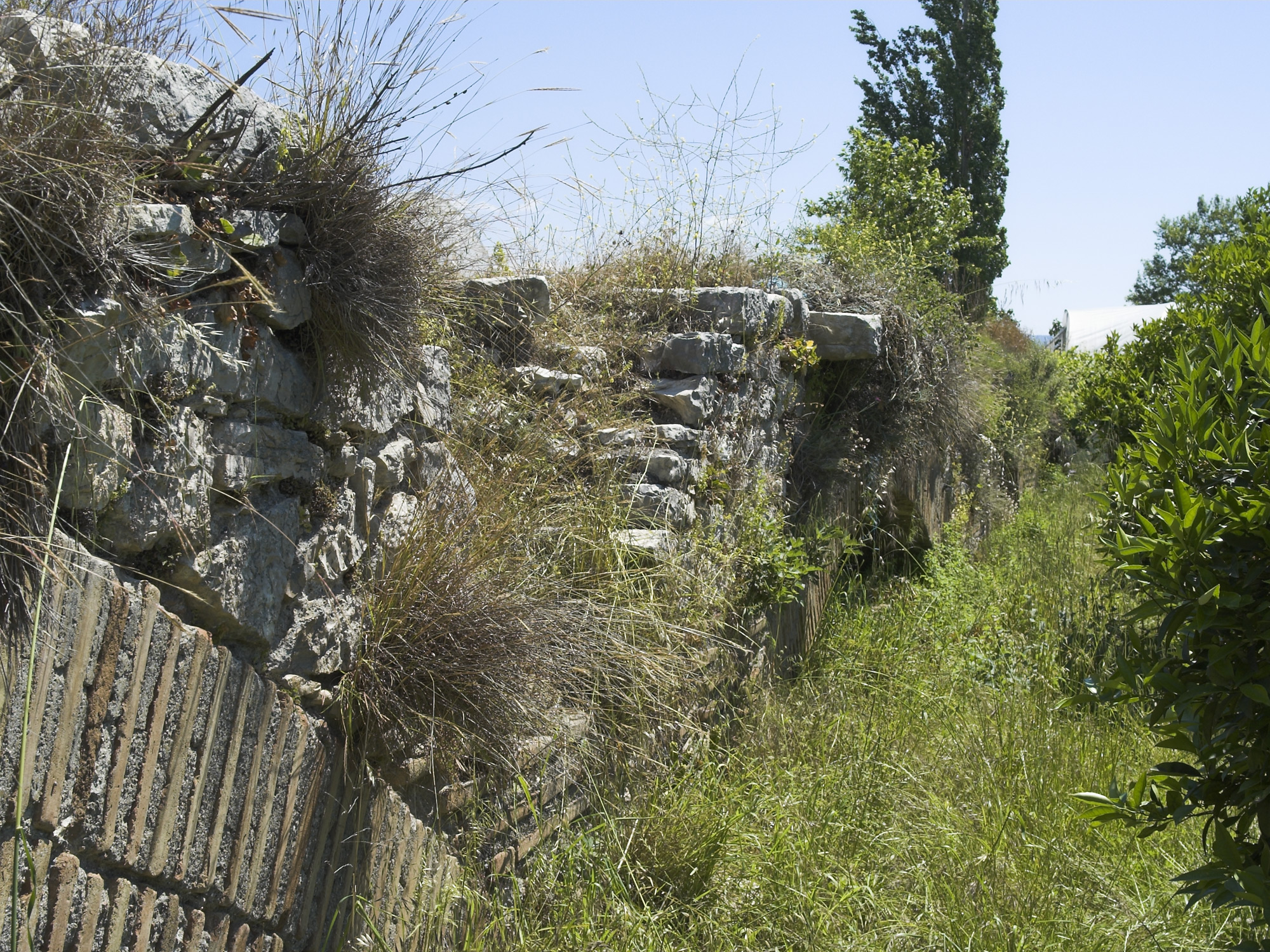
Arcs 8 i 9, costat sud, enterrats fins a nivell dels pilars

No es pot determinar l'alçada total del pont perquè la major part de l'estructura es troba enterrada, però la distància entre els pilars dels arcs i la superfície del paviment només arriba a 3,25 m.
El nivell de superfície és gairebé horitzontal: mentre que la carretera es troba a un nivell de 20,05-20,55 msnm entre els arcs 1 i 20, decau lleugerament cap a l'est entre els altres set arcs, d'entre 19,94 a 19,66 m. Donada la longitud de l'estructura, aquestes oscil·lacions han estat classificades com a mínimes pels autors. Atès que no hi ha cap indicació d'un posterior enfonsament de l'estructura, aquesta alçada gairebé uniforme indica un nivell acurat i l'existència de fonaments del pilars sòlids. Per contra, l'eix longitudinal del pont mostra algunes desviacions significatives en la línia principal, d'arc a arc.
Estàtica
És destacable que la línia de suport de la càrrega estructural és gairebé idèntica a la corba de l'eix de la volta. L'anàlisi estàtica del pont demostra la gran capacitat de càrrega de l'estructura: Segons la classificació moderna, el pont podria suportar les càrregues d'un pont de classe 30 d'acord amb el DIN 1072; això significaria que podria suportar un camió de 30 tones sobre un únic arc i, addicionalment, en la superfície restant de l'arc una càrrega de 500 kp/m². El pont era, per tant, molt segur per al tràfic antic.